# Koszary Jagiełły we Włodzimierzu Wołyńskim

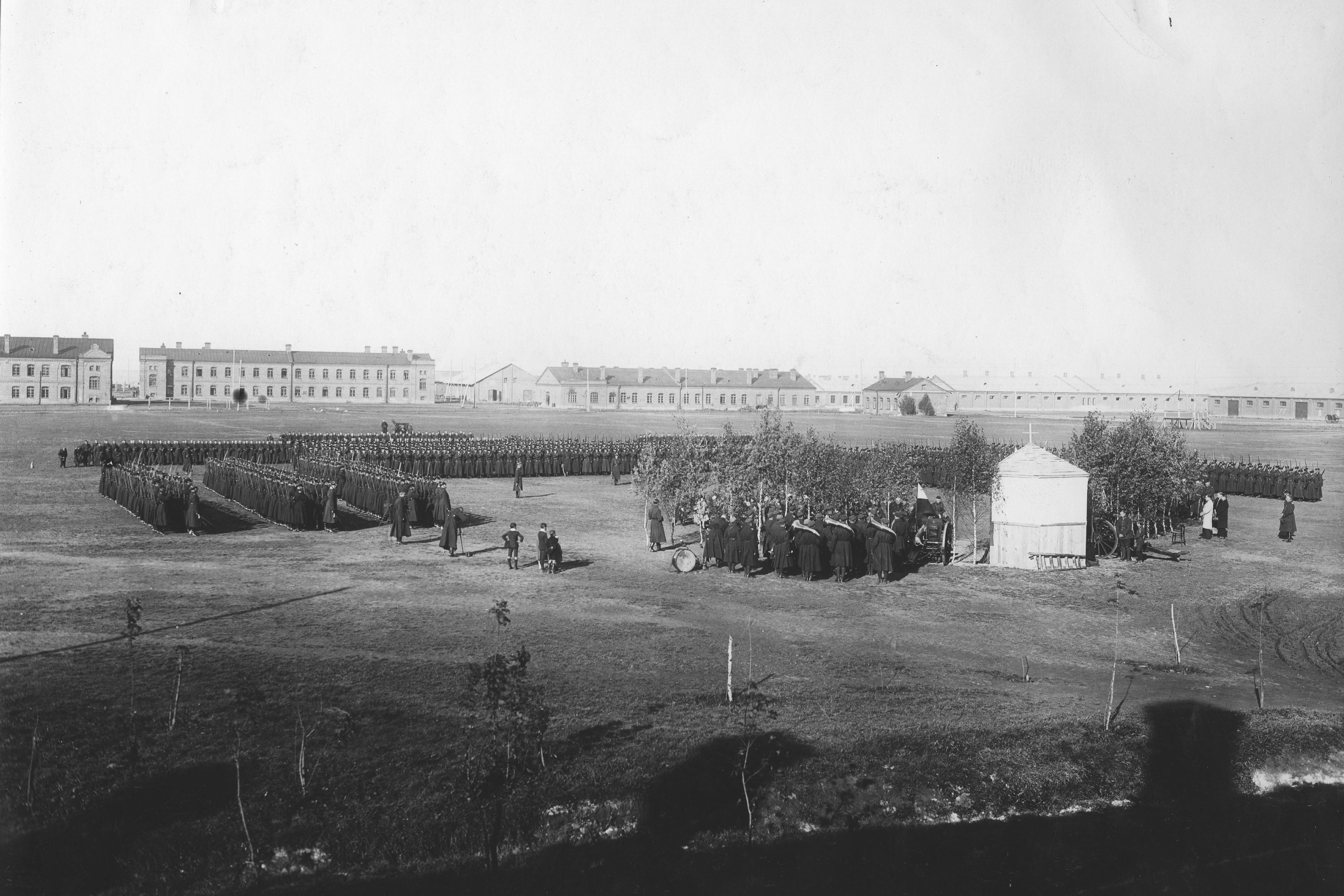
Przysięga podchorążych Wołyńskiej Szkoły Podchorążych Rezerwy Artylerii na placu koszarowym

Koszary Jagiełły we Włodzimierzu Wołyńskim – kompleks koszarowy znajdujący się na terenie garnizonu Włodzimierz Wołyński.

## Charakterystyka
Na terenie garnizonu włodzimierskiego funkcjonowało kilka kompleksów koszarowych. Jednym z nich były Koszary Jagiełły położone w rejonie dzisiejszych (2020) ulic: Ustyłuzka – Wołodymyra Welykoho – A. Łotockoho – Iwana Mazepy. Już 18 grudnia 1918 stacjonował w nich szwadronu rtm. Feliksa Jaworskiego. Stały się one bazą wypadową dla odtwarzanego oddziału biorącego udział w styczniowych bojach z Ukraińcami. Tam też 5 lutego 1919 szwadron rozwinął się w dywizjon. Po kilku miesiącach bazowania we Włodzimierzu Wołyńskim oddział odmaszerował na front, a powrócił do niego na krótko z początkiem sierpnia 1919.

Sformowany we wrześniu 1920 szwadron zapasowy 19 pułku ułanów w początkowym okresie swojego istnienia zmieniał kilkakrotnie miejsce postoju, by ostatecznie, od 24 marca 1921 rozlokować się w Koszarach Jagiełły, razem z 27 pułkiem artylerii lekkiej.
Współcześnie (2020) obiekty Koszar Jagiełły we Włodzimierzu Wołyńskim zajmuje wojskowa komendę uzupełnień, punkty handlowe i usługowe; część budynków przeznaczona została na mieszkania prywatne. W największym budynku koszarowym, obecnie (2020) nieużytkowanym, mieściła się szkoła średnia, a na jego tyłach zachowały się trzy stajnie przebudowane na garaże.